# Frederik Willem de Klerk
Frederik Willem de Klerk (wym. [ˈfriə̯dərək ˈvələm dəˈklɛrk]; ur. 18 marca 1936 w Johannesburgu, zm. 11 listopada 2021 w Kapsztadzie) – południowoafrykański polityk, prawnik, prezydent Południowej Afryki w latach 1989–1994, laureat Pokojowej Nagrody Nobla w 1993 (z Nelsonem Mandelą).

## Życiorys
Od 1972 zasiadał w parlamencie z ramienia Partii Narodowej, od 1978 r. minister kilku resortów. W 1989 r., po ustąpieniu Pietera Bothy, został kolejno przewodniczącym Partii Narodowej (luty) i prezydentem (sierpień). Już w 1988 r. wyraził jako pierwszy czołowy polityk rządzącej partii opinię, że żadna wspólnota nie powinna dominować nad inną. 2 lutego 1990 r. wygłosił przemówienie, nazwane później przemówieniem o przełomie, które zapoczątkowało kurs łagodzenia i ostatecznie likwidacji apartheidu w Południowej Afryce. Podjął decyzje o zniesieniu stanu wyjątkowego oraz uwolnieniu więźniów politycznych, w tym Nelsona Mandeli. W 1994 r. doprowadził do pierwszych wolnych wyborów parlamentarnych i prezydenckich, na skutek których władzę w Południowej Afryce uzyskała czarnoskóra większość.
Działania na rzecz zniesienia apartheidu przyniosły mu Pokojową Nagrodę Nobla w 1993 r., wspólnie z Nelsonem Mandelą. Po wyborach z 1994 r. został zastąpiony przez Mandelę na stanowisku prezydenta, pozostał jeszcze do 1996 r. na stanowisku II wiceprezydenta (I wiceprezydentem został Thabo Mbeki). W 1997 r. wycofał się z życia politycznego.
W późniejszych latach głośne były sprawy rozwodu de Klerka (1998) oraz zabójstwa (prawdopodobnie na tle rabunkowym) jego byłej żony (2001).
Został wybrany Człowiekiem Roku 1993 magazynu „Time” wspólnie z Nelsonem Mandelą, Jaserem Arafatem i Icchakiem Rabinem.